# Laura Emonts
Laura Emonts, geborene Weihenmaier (* 4. April 1991 in Tuttlingen), ist eine ehemalige deutsche Volleyballspielerin.

## Karriere
Laura Weihenmaier kam nach dem Vorbild ihrer älteren Schwester Alena Weihenmaier zum Volleyball. Im Jahr 2000 begann sie ihre Karriere bei der TG Tuttlingen. 2005 wechselte sie zum badischen Oberligisten TV Villingen. Nachdem sie 2007 mit dem Verein den Aufstieg in die Regionalliga geschafft hatte, ging sie zum Nachwuchsteam VC Olympia Berlin. Im Beachvolleyball wurde sie 2008 mit Teresa Mersmann Fünfte bei der U19-Weltmeisterschaft in Den Haag und mit Victoria Bieneck U18-Vizeeuropameisterin im griechischen Loutraki. 2009 gewann sie mit der deutschen Juniorinnen-Auswahl die U20-Weltmeisterschaft in Mexiko. Nach dem Ende beim VC Olympia wechselte die Diagonalangreiferin 2009 zum Bundesliga-Aufsteiger SC Potsdam. 2012 wechselte sie zu Alemannia Aachen. In der Saison 2013/14 erreichte sie mit den Ladies in Black das Halbfinale um die deutsche Meisterschaft; es war der größte Erfolg der Vereinsgeschichte. 2014/15 spielte Weihenmaier beim Schweriner SC und kehrte anschließend für eine halbe Saison wieder zurück nach Aachen. In der Hinserie der Saison 2015/16 war sie Mannschaftskapitänin bei den Ladies, aus „persönlichen Gründen“ bat sie den Verein Anfang Januar 2016 um Auflösung ihres laufenden Vertrages. Im Anschluss nahm sie ein Engagement beim Aufsteiger NawaRo Straubing auf. Im Sommer 2016 wechselte sie nach Tschechien zum VK Prostějov. Im Mai 2017 wurde Laura Emonts mit VK Prostějov tschechische Meisterin und war zeitgleich punktbeste Spielerin der tschechischen Liga. 2018/19 spielte sie bei Olympiakos Piräus und gewann hier die griechische Meisterschaft und den Pokal. Danach kehrte sie zurück zum Bundesligisten SC Potsdam, mit dem sie 2022 und 2023 deutsche Vizemeisterin wurde. Zur Saison 2023/24 wechselte sie überraschend zurück nach Schwerin, nachdem es zu Vertragsschwierigkeiten in Potsdam kam. Ihr letztes Profi-Spiel bestritt sie am 27. Januar 2024 mit einer 2:3-Niederlage gegen Allianz MTV Stuttgart. Aufgrund einer Schwangerschaft endete die Saison für Emonts vorzeitig und sie erklärte das Ende ihrer Volleyball-Karriere.
2014 wurde sie erstmals in die deutsche Nationalmannschaft berufen und kam beim 1:3 gegen die USA in Montreux zu ihrem ersten Einsatz. Sie spielte anschließend auch in der Europaliga.